# クルネーガラ
クルネーガラ（シンハラ語: කුරුණෑගල、タミル語: குருனகல்、英語: Kurunegala）は、スリランカの北西部州クルネーガラ県の都市である。クルネーガラはスリランカの経済・交通の主要なハブの一つで、主要都市を結ぶ幹線道路の交点に位置している。北西部州の州都であり、クルネーガラ県の県都でもある。

## 地理

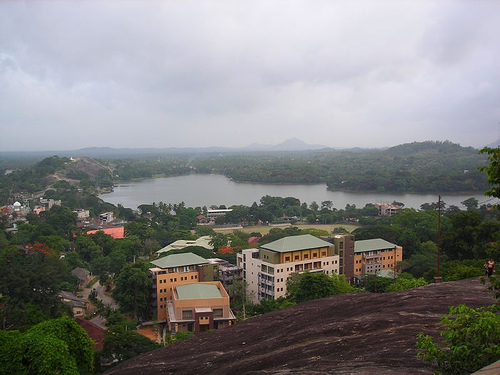
エレファント・ロックから望んだクルネーガラ湖

クルネーガラは、周辺に点在する巨岩といった一部の例外を除き、基本的に平野から構成される。ただし、都市の北側は南部より僅かなら標高が高い。クルネーガラ湖はこの都市で最も特徴的な地形である。クルネーガラのある地域は、スリランカの沿岸地域と比べると標高が高いと言える。しかし、島の中央の高地地域と比べるとそれほどでもない。クルネーガラは島の西海岸に近く、最寄りの沿岸都市としてはニゴンボとチラウがある。コロンボ首都圏からは北東に94 km、中央高地の古都キャンディからは北西に42 kmの地点にある。
都市は海抜116 mの地域に位置しており、クルネーガラの周辺にはココナッツとゴムのプランテーションが広がっている。クルネーガラの周囲には8つの巨岩がそびえており、そのうち6つにはその形から想像された動物の名前が付けられている。そのうち最も巨大な岩はエレファント・ロックと呼ばれており、その高さは325 mにも達する。

### 気候
クルネーガラはケッペンの気候区分で熱帯雨林気候に属す。年間を通じて熱帯の暑い気候が続く。都市周辺の巨岩はクルネーガラの気候にも影響を与えており、日中の間に熱を保持して夜間の気温の低下を妨げている。クルネーガラの4月の気温は約35℃まで上昇する。クルネーガラの気候の大きな変化は5月から8月と10月から1月のモンスーンの時期だけで、この時期には大量の雨が降り注ぐ。1月から2月にかけて都市は乾燥した気候となるが、これは乾季と呼べるのほどのものではなく、どちらの月も平均降水量は60 mmを超える。全体的に見て、11月の終わりから2月の中頃までの時期は、他の時期と比べ気温が低くなる。
クルネーガラの年間の平均降水量は2,000 mmほどである。
| クルネーガラ（1961年~1990年）の気候 | クルネーガラ（1961年~1990年）の気候 | クルネーガラ（1961年~1990年）の気候 | クルネーガラ（1961年~1990年）の気候 | クルネーガラ（1961年~1990年）の気候 | クルネーガラ（1961年~1990年）の気候 | クルネーガラ（1961年~1990年）の気候 | クルネーガラ（1961年~1990年）の気候 | クルネーガラ（1961年~1990年）の気候 | クルネーガラ（1961年~1990年）の気候 | クルネーガラ（1961年~1990年）の気候 | クルネーガラ（1961年~1990年）の気候 | クルネーガラ（1961年~1990年）の気候 | クルネーガラ（1961年~1990年）の気候 |
| 月                                  | 1月                                 | 2月                                 | 3月                                 | 4月                                 | 5月                                 | 6月                                 | 7月                                 | 8月                                 | 9月                                 | 10月                                | 11月                                | 12月                                | 年                                  |
| ----------------------------------- | ----------------------------------- | ----------------------------------- | ----------------------------------- | ----------------------------------- | ----------------------------------- | ----------------------------------- | ----------------------------------- | ----------------------------------- | ----------------------------------- | ----------------------------------- | ----------------------------------- | ----------------------------------- | ----------------------------------- |
| 最高気温記録 °C （°F）              | 35.6 (96.1)                         | 37.6 (99.7)                         | 39.2 (102.6)                        | 39.0 (102.2)                        | 37.7 (99.9)                         | 35.5 (95.9)                         | 35.3 (95.5)                         | 35.7 (96.3)                         | 37.2 (99)                           | 36.7 (98.1)                         | 34.0 (93.2)                         | 39.0 (102.2)                        | 39.2 (102.6)                        |
| 平均最高気温 °C （°F）              | 30.8 (87.4)                         | 33.1 (91.6)                         | 34.5 (94.1)                         | 33.5 (92.3)                         | 32.2 (90)                           | 31.0 (87.8)                         | 30.8 (87.4)                         | 31.1 (88)                           | 31.5 (88.7)                         | 31.3 (88.3)                         | 30.9 (87.6)                         | 30.1 (86.2)                         | 31.7 (89.1)                         |
| 日平均気温 °C （°F）                | 25.7 (78.3)                         | 27.0 (80.6)                         | 28.4 (83.1)                         | 28.6 (83.5)                         | 28.3 (82.9)                         | 27.6 (81.7)                         | 27.3 (81.1)                         | 27.4 (81.3)                         | 27.5 (81.5)                         | 27.0 (80.6)                         | 26.5 (79.7)                         | 25.9 (78.6)                         | 27.3 (81.1)                         |
| 平均最低気温 °C （°F）              | 20.7 (69.3)                         | 20.9 (69.6)                         | 22.4 (72.3)                         | 23.6 (74.5)                         | 24.4 (75.9)                         | 24.2 (75.6)                         | 23.9 (75)                           | 23.8 (74.8)                         | 23.5 (74.3)                         | 22.8 (73)                           | 22.1 (71.8)                         | 21.7 (71.1)                         | 22.8 (73)                           |
| 最低気温記録 °C （°F）              | 14.6 (58.3)                         | 14.7 (58.5)                         | 16.2 (61.2)                         | 20.4 (68.7)                         | 20.3 (68.5)                         | 20.8 (69.4)                         | 20.2 (68.4)                         | 19.4 (66.9)                         | 19.2 (66.6)                         | 18.3 (64.9)                         | 15.7 (60.3)                         | 14.8 (58.6)                         | 14.6 (58.3)                         |
| 降水量 mm （inch）                  | 62 (2.44)                           | 92 (3.62)                           | 138 (5.43)                          | 262 (10.31)                         | 194 (7.64)                          | 156 (6.14)                          | 114 (4.49)                          | 93 (3.66)                           | 159 (6.26)                          | 359 (14.13)                         | 327 (12.87)                         | 139 (5.47)                          | 2,095 (82.48)                       |
| % 湿度                              | 65                                  | 59                                  | 60                                  | 69                                  | 73                                  | 74                                  | 73                                  | 71                                  | 71                                  | 74                                  | 74                                  | 72                                  | 69.6                                |
| 出典：NOAA                          |                                     |                                     |                                     |                                     |                                     |                                     |                                     |                                     |                                     |                                     |                                     |                                     |                                     |

## 人口動態
2012年現在の人口は推定30,414人。シンハラ人が多数派であるが、その他にもスリランカ・ムーア、スリランカ・タミル、バーガー人、スリランカ・マレーといった民族が居住している。少数派民族はクルネーガラの全域に居住しているが、Teliyagonna地区とWilgoda地区にはムーア人とタミル人のまとまったコミュニティが存在している。
以下に2001年当時のクルネーガラの民族別人口を示す。
| 民族                               | 人口   | %     |
| ---------------------------------- | ------ | ----- |
| シンハラ人                         | 20,874 | 73.66 |
| スリランカ・ムーア                 | 4,452  | 15.71 |
| スリランカ・タミル                 | 2,221  | 7.84  |
| スリランカ・マレー                 | 349    | 1.23  |
| インド・タミル                     | 249    | 0.88  |
| バーガー                           | 1651   | 9.56  |
| その他（チェティやBharathaを含む） | 27     | 0.09  |

## 交通

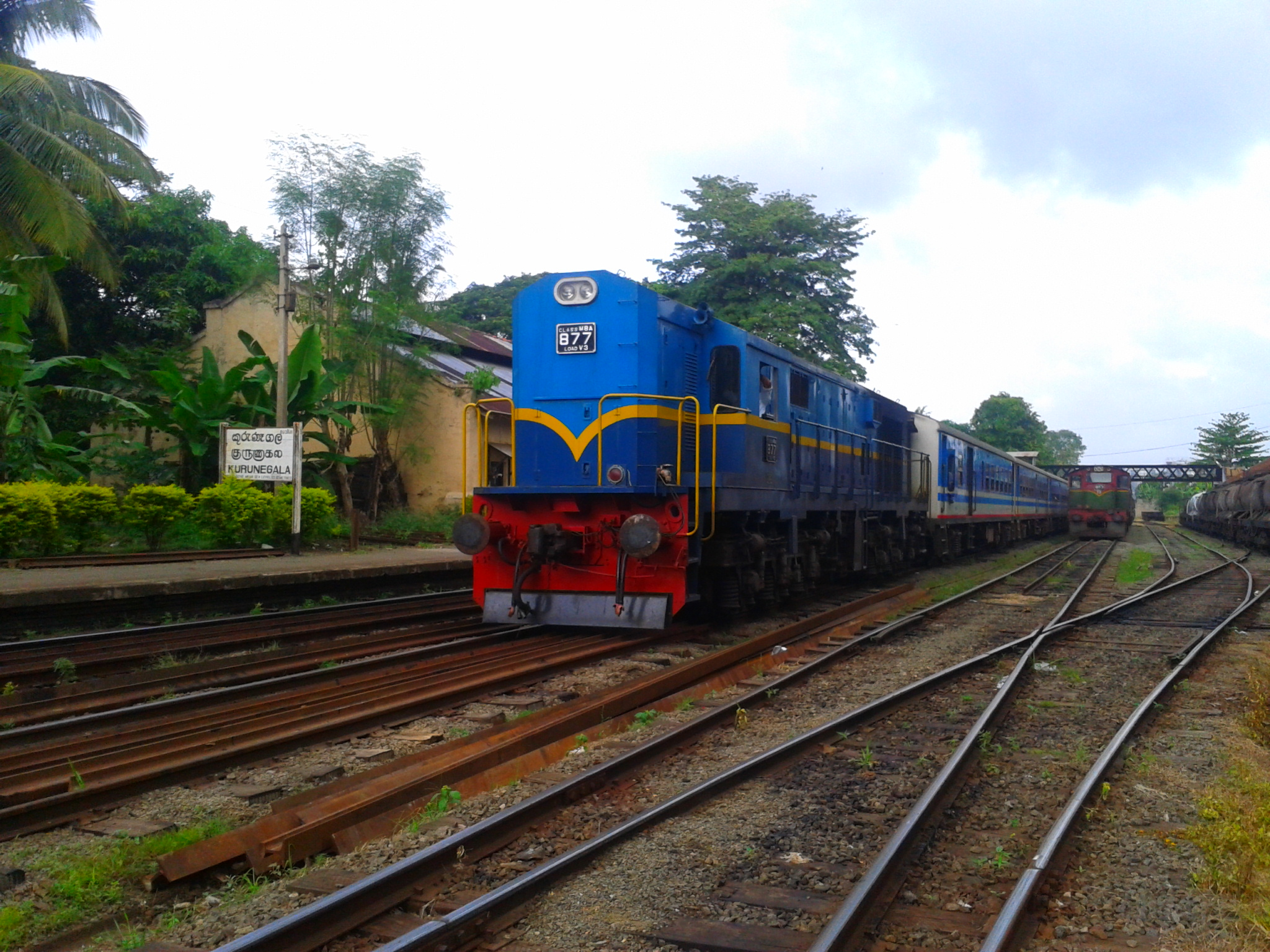
バッティカロアとコロンボを結ぶUdaya Dewi列車

クルネーガラはスリランカの中央付近に位置することから、多数の主要な都市や町と直接交通網で結ばれている。幹線道路がコロンボ、キャンディ、プッタラム、トリンコマリー、ニゴンボ、アヌラダープラそれにケーガッラといった都市へと延びており、クルネーガラは道路が交わる都市として観光の拠点にもなっている。
クルネーガラにはまた鉄道のノーザンラインも通っている。
2006年には新しい中央バスターミナルがオープンしている。このバスターミナルは約200台ものバスが停車可能な、2012年現在スリランカで最も効率的で近代的なバスターミナルである。

## 写真

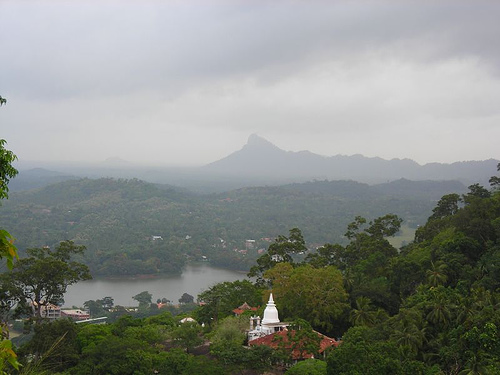
エレファント・ロックへの道路上にIbba-gala寺院
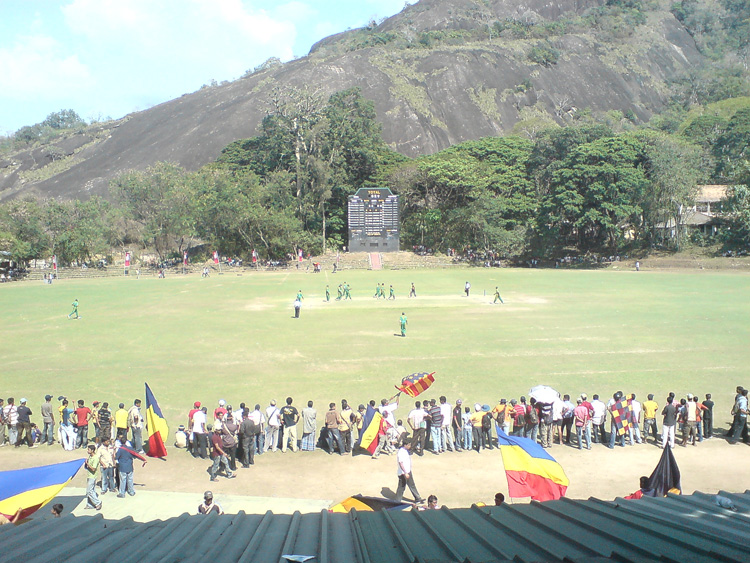
Welagedaraスタジアム
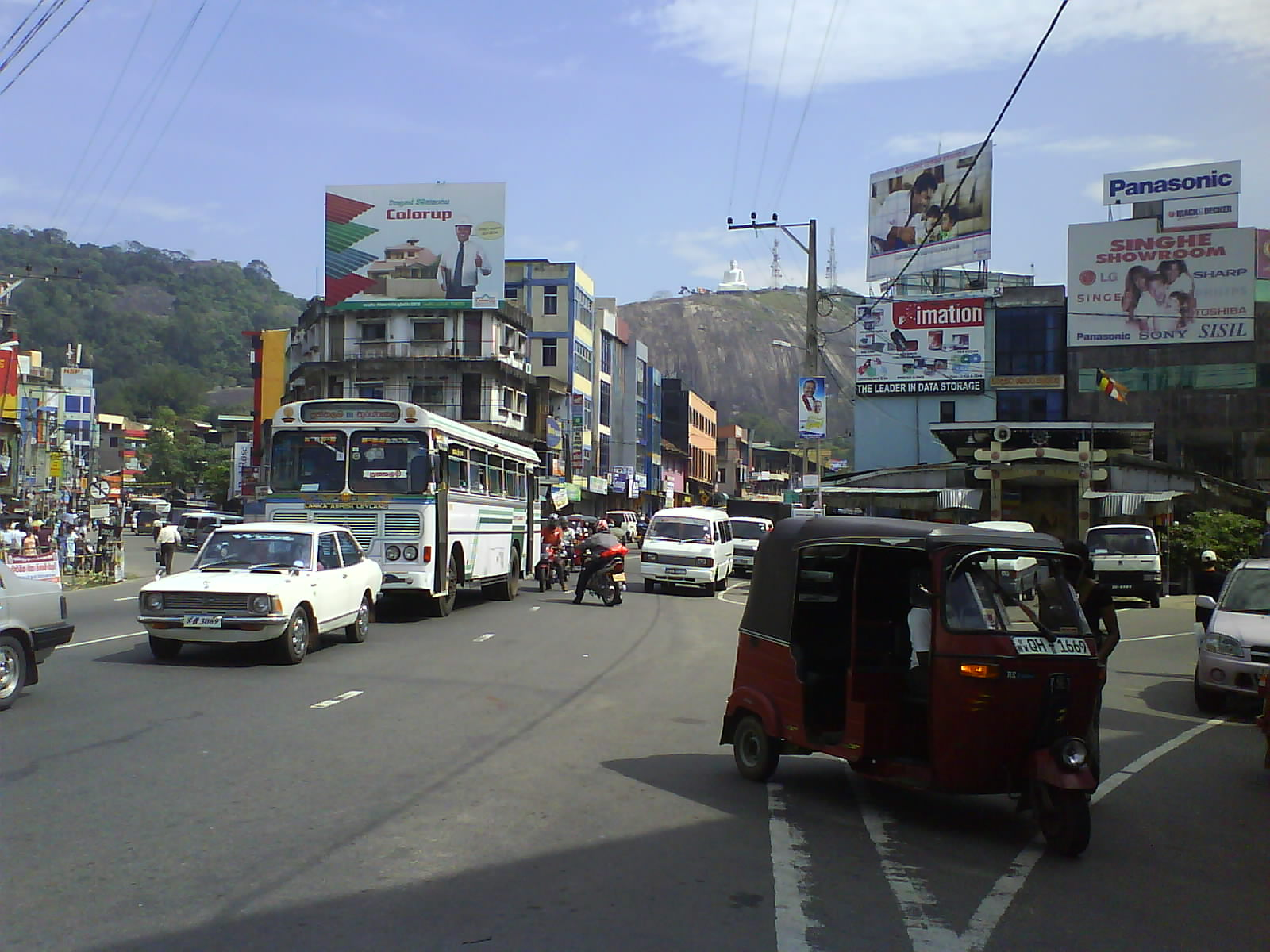
シティ・センター
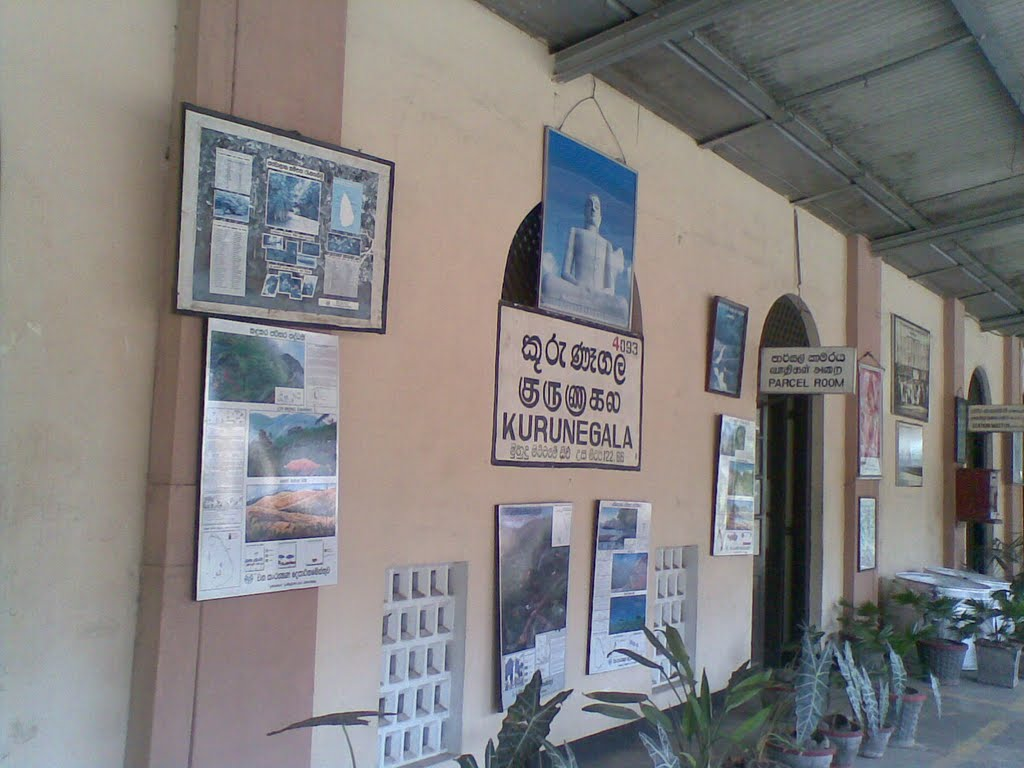
クルネーガラ駅